# 마이다

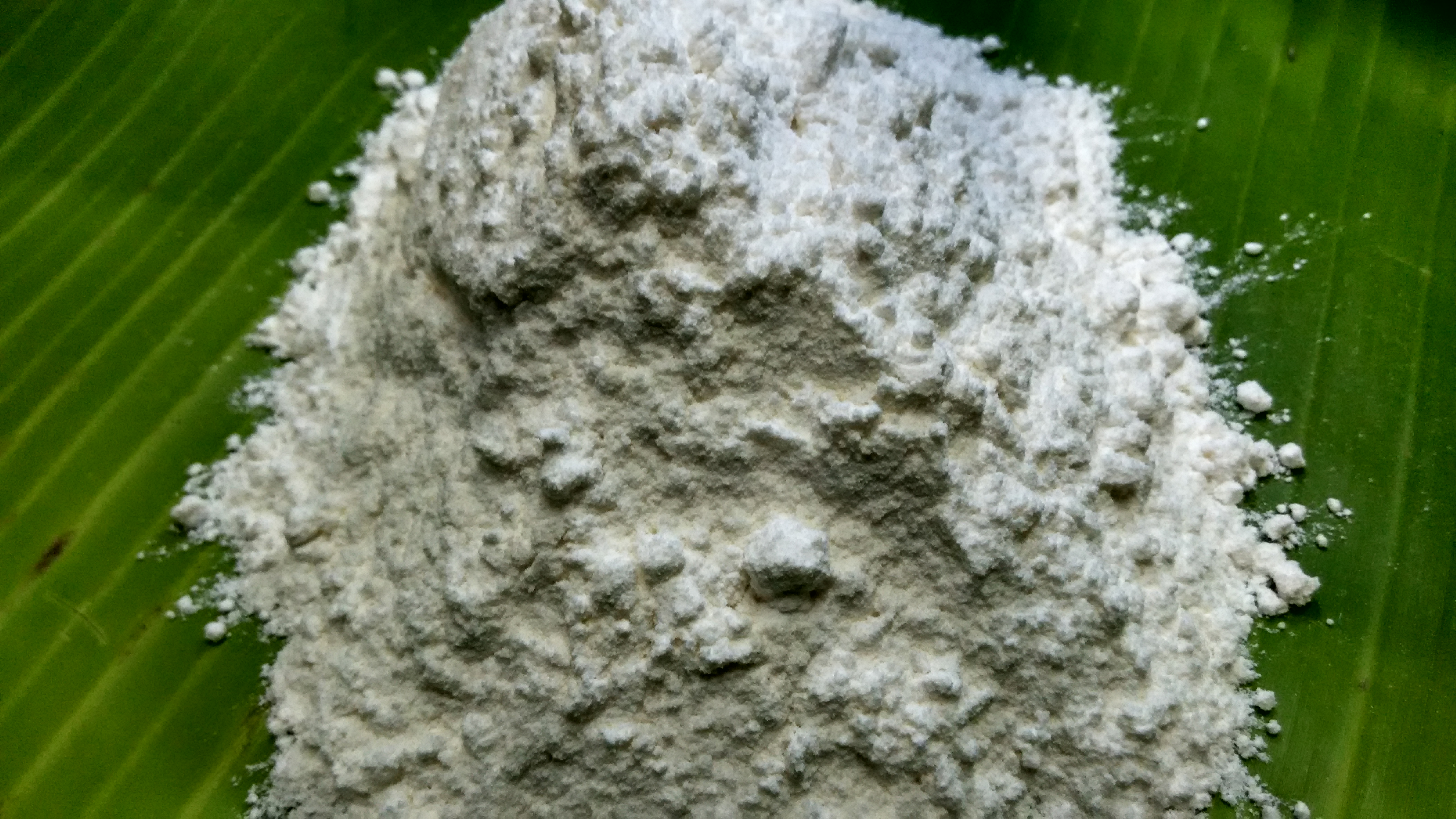
마이다

마이다(타밀어: மைதா, 듣기 (도움말·정보))는 남아시아의 밀가루이다. 단백질의 함량이 낮은 무른밀(연질밀)로 만들어 끈기가 적은 박력분의 일종으로, 잘레비나 사모사 같은 튀김 또는 푸리나 루치 등 튀김빵을 만드는 데 쓰인다.

## 사진 갤러리

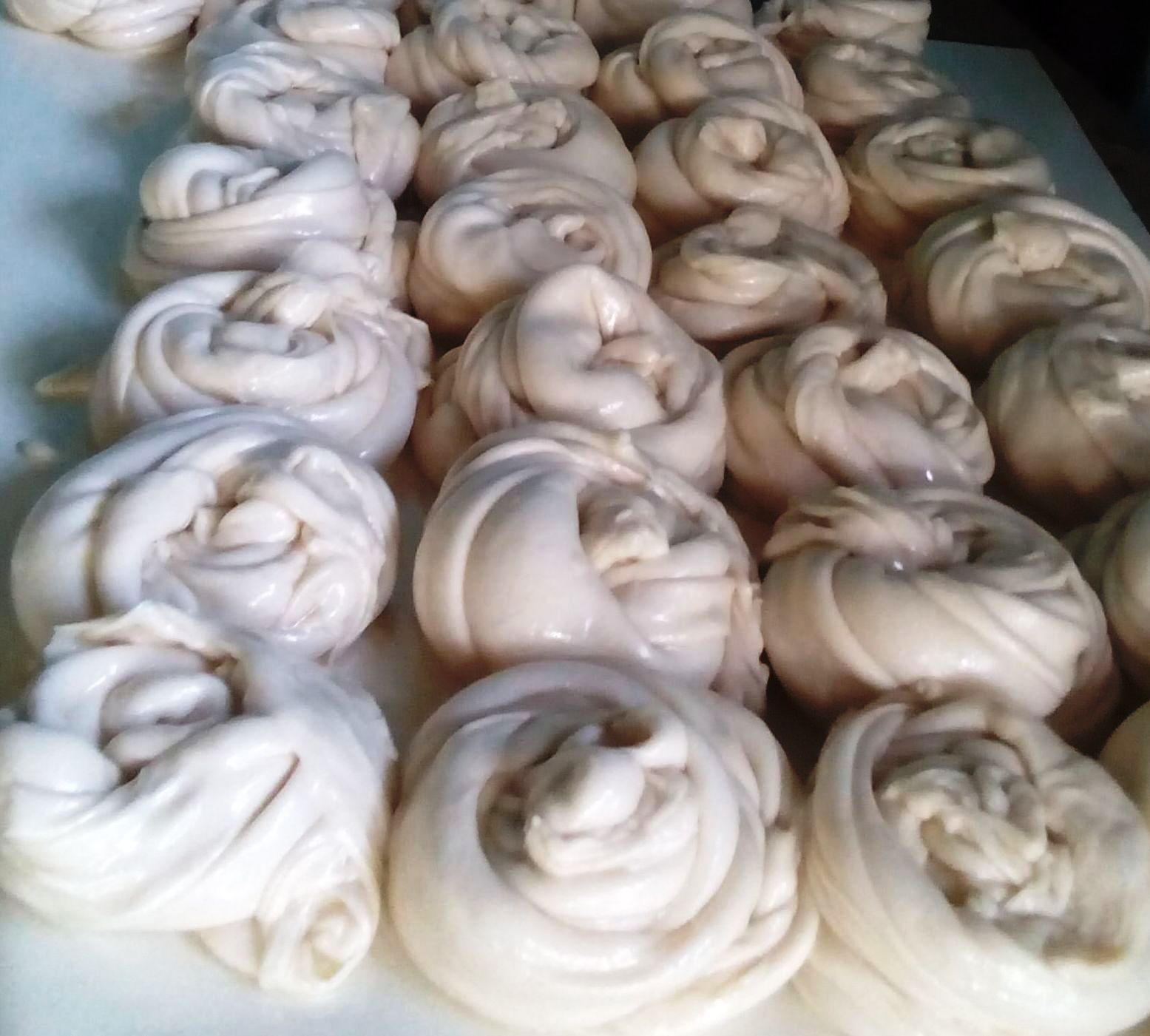
달걀, 기름, 기를 넣어 만든 마이다 반죽

## 같이 보기
- 아타
- 베산